# 法蘭·華許
法蘭·華許 MNZM （英語：Frances Rosemary "Fran" Walsh，1959年1月10日—）是紐西蘭的電影製片人和編劇，她也是電影導演彼得·傑克森的伴侶，育有兩個孩子：比利和凱蒂。
自1989年以來，她為傑克森執導的所有電影作出了貢獻；並藉由《魔戒電影三部曲》獲得了三項奧斯卡獎：最佳影片，最佳改編劇本和最佳原創歌曲。

## 早年
法蘭·華許出生於紐西蘭威靈頓的一個愛爾蘭家庭。她年輕時對音樂產生興趣，曾經加入一个叫「電插座」（Wallsockes）的朋克樂隊。1981年，她畢業於威靈頓維多利亞大學。

## 電影生涯
自大學畢業後，法蘭·華許開始為電視節目《地球下面的华泽尔·古米治》（Worzel Gummidge Down Under）編寫劇本，而因此認識了彼得·傑克森。隨後她與傑克森先後合作了《新空房禁地》、《疯狂肥宝综艺秀》、《罪孽天使》等電影，並藉1994年的《罪孽天使》獲得了奥斯卡最佳原創劇本獎提名。
1998年，華許開始參與《魔戒電影三部曲》的編劇，將托爾金原著龐大的故事濃縮為三部曲電影；她還演繹了電影中戒靈淒厲的尖叫聲。
在魔戒電影大獲成功之後，華許與她的好友兼鄰居菲利帕·鮑恩斯仍繼續為傑克森的電影撰寫劇本。

## 個人生活
法蘭·華許於1987年和彼得·傑克森結婚，他們有兩個孩子——比利和凱蒂。
與傑克森和鮑恩斯不同的是，華許非常重視個人私隱，她很少公開露面或接受採訪。

## 作品列表
- 《疯狂肥宝综艺秀》，1989年，編劇
- 《新空房禁地》，1992年，編劇、客串
- 《罪孽天使》，1994年，編劇
- 《恐怖幽灵》，1996年，編劇、製片人
- 《魔戒首部曲：魔戒現身》，2001年，编剧、製片人、副導演
- 《魔戒二部曲：雙城奇謀》，2002年，编剧、製片人、副導演
- 《魔戒三部曲：王者再臨》，2003年，编剧、製片人、副導演
- 《金剛》，2005年，编剧、製片人
- 《蘇西的世界》，2009年，编剧、製片人
- 《哈比人：意外旅程》，2012年，编剧、製片人
- 《哈比人：荒谷惡龍》，2013年，编剧、製片人
- 《哈比人：五軍之戰》，2014年，编剧、製片人[7]
- 《移動城市：致命引擎》，2018年，编剧、製片人[8]

## 獲獎和提名

### 其他榮譽
- 在2002年女王新年榮譽中，獲授新西兰员佐勋章（MNZM）[9]。

## 外部連結
- 法蘭·華許在互联网电影资料库（IMDb）上的資料（英文）
- 在AllMovie上法蘭·華許的頁面（英文）
- 法蘭·華許 （页面存档备份，存于）在時光網上的資料
- 法蘭·華許 （页面存档备份，存于）在開眼電影網上的資料